# Ophiophycis gracilis
Ophiophycis gracilis är en ormstjärneart som beskrevs av Ole Theodor Jensen Mortensen 1933. Ophiophycis gracilis ingår i släktet Ophiophycis och familjen fransormstjärnor. Inga underarter finns listade i Catalogue of Life.